# Клима тундре
Клима тундре је клима која је заступљена на крајњем северу континената северне хемисфере, југу Јужне Америке и неким арктичким и антарктичким острвима. Одлукују је изузетно дуге, сурове и оштре зиме са температурама до -50 °C и кратка, прохладна лета са максимално 10—12 °C. Падавина има веома мало, 200—300 милиметара, а у неким пределима само 150 mm. Клима тундре обухвата крајње северне делове Аљаске, канадски архипелаг, север Гренланда, Скандинавије, Русије са острвима у Северном ледном океану. Такође, блажи облик ове климе, са температурама до -10 °C заступљен је на Исланду и југу Јужне Америке, тачније на Огњеној земљи.